# Belisana davao
Belisana davao is een spinnensoort uit de familie trilspinnen (Pholcidae). De soort komt voor in de Filipijnen en op Borneo.